# Prótese total
Prótese total é uma prótese dentária que substitui artificialmente os dentes perdidos de toda uma arcada dentária, inferior, superior ou ambas, sendo este o termo utilizado pelos profissionais da odontologia e Técnicos em Prótese Dentária, sendo eles que confeccionam as proteses a partir de moldes feitos pelos cirurgiões dentistas. Em linguagem popular é conhecida por dentadura.